# Giuliano l'ospitaliere
Giuliano l'Ospitaliere (fl. VII secolo) è venerato come santo dalla Chiesa cattolica e viene festeggiato il 29 gennaio e il 31 agosto.

## Agiografia
Secondo la leggenda di origine nordica, Giuliano nacque il 13 o il 29 gennaio dell'anno 631 ad Ath (in Belgio) da una nobile famiglia. Il giovane era un tipo violento e facile all'ira e si narra che durante una battuta di caccia un cervo che stava per morire gli predisse che avrebbe ucciso i suoi genitori.
La funesta profezia si avverò, alcuni anni dopo, quando i genitori giunsero al suo castello mentre lui era assente per una battuta di caccia e la moglie, una nobile vedova conosciuta in Spagna, offrì loro il letto nuziale per la notte. Al mattino, Giuliano rientrò in casa e credendo che la moglie fosse con un amante estrasse la spada e li uccise.
Per espiare la colpa, si trasferì in Italia insieme alla consorte e iniziò una lunga peregrinazione, dalla Sicilia ad Aquileia, fino alle rive del fiume Potenza, che in quel tempo era navigabile, dove per tutta la vita traghettò viandanti e pellegrini offrendo loro assistenza.
Durante una traversata, la sua barca rischiò di capovolgersi e lui tenne la mano ad un lebbroso pur di non farlo cadere nelle acque. Tale lebbroso, che passò poi la notte nel suo letto, si rivelò essere un Angelo mandato dal Signore a dirgli che la sua penitenza era stata accettata e presto avrebbe avuto il premio eterno insieme alla sua amata sposa.

### Le fonti letterarie
Non è nota la data in cui la storia di Giuliano venne divulgata per la prima volta, ma è sicuro che il XIII secolo consacrò numerosi scritti alla sua figura. 
All'epitome del domenicano Bartolomeo da Trento (1244) fecero seguito lo Speculum historiale (compreso nello Speculum Maius) di Vincenzo di Beauvais (1248) e la Leggenda aurea di Jacopo de Voragine, collocabile attorno alla metà del secolo, quando fu composta con buone probabilità una vita in prosa di san Giuliano, cui si aggiunse, forse qualche anno più tardi, una vita in poesia.
La leggenda raggiunse il suo apice letterario nell'Ottocento, quando Gustave Flaubert scrisse La leggenda di San Giuliano l'Ospitaliere, il secondo dei suoi Tre racconti (1877). Flaubert conosceva le opere di Vincent de Beauvais e Jacopo de Varagine e potrebbe essersi inoltre servito di un riadattamento della vita in prosa trecentesca, curato da Gabriel Dupont e pubblicato nel 1838.
Inoltre l'autore fa riferimento ad una vetrata della Cattedrale di Rouen, in cui è narrata in sequenza l'intera leggenda del santo, datata a partire dal XIII secolo.

## Culto

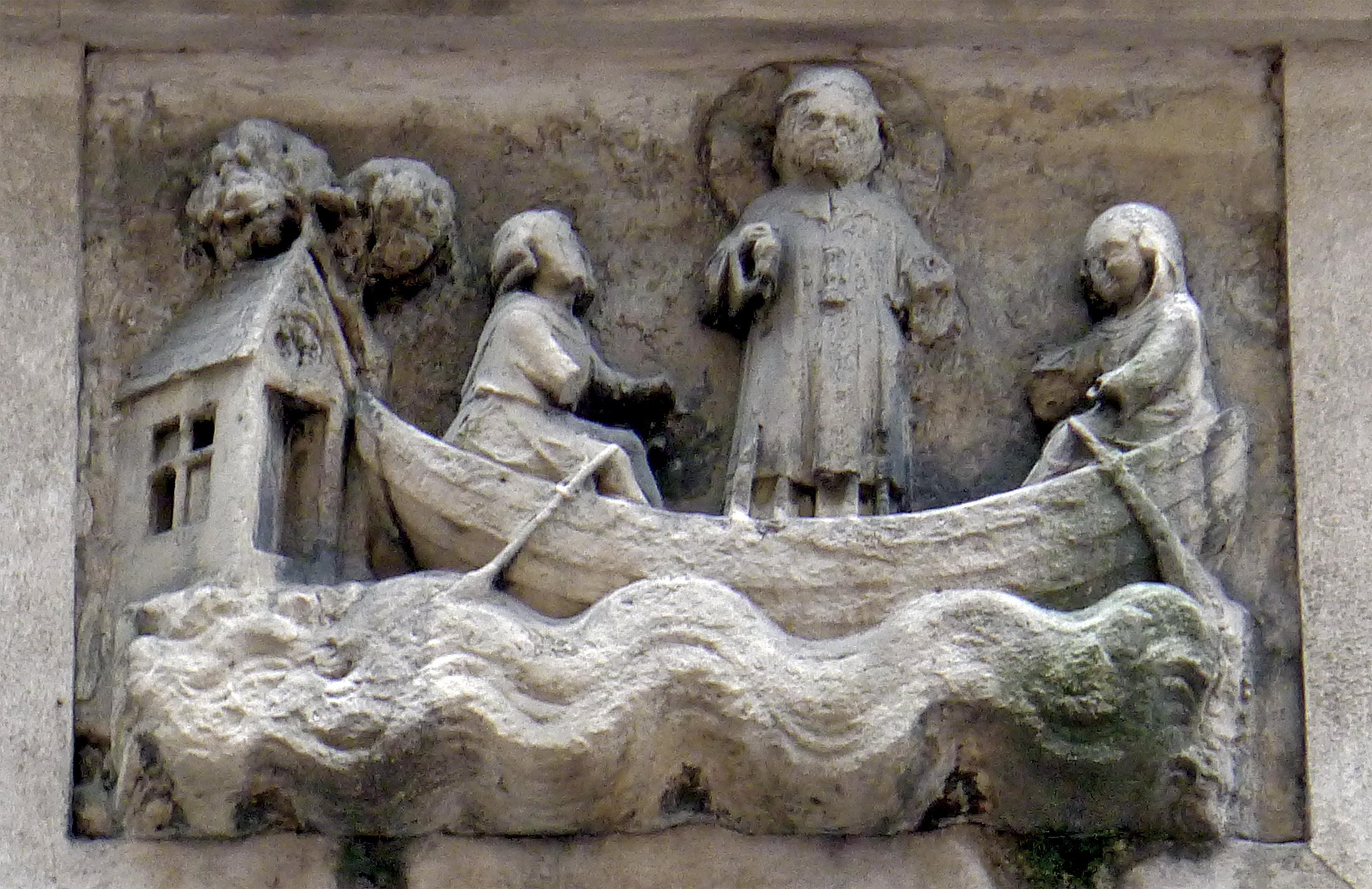
San Giuliano traghetta i lebbrosi sul fiume Potenza, bassorilievo del XIV secolo, Parigi

Oltre che a Macerata, dove sembra sia sepolto, la figura di san Giuliano l'Ospitaliere è venerata anche nel quartiere latino di Parigi dove sorge la chiesa di Saint-Julien-le-Pauvre (XII-XIII secolo. San Giuliano l'Ospitaliere è anche il patrono di Faleria. A Macerata ci sono innumerevoli rappresentazioni del santo; la più antica è del 1326, una scultura in pietra, un tempo sita a "fonte maggiore" e ora nell'atrio della pinacoteca comunale; la più scenografica è sita all'interno della chiesa del quartiere "Vergini" mentre tiene in mano un modellino della città. Non di minor importanza è la rappresentazione della sua storia, sotto forma di affresco, presente all'interno del Duomo cittadino.

### Iconografia
San Giuliano è di solito rappresentato con l'attributo della spada.